# 1113
| 1113               |
| ------------------ |
| Dødsfald - Fødsler |
|                    |

| Gregoriansk kalender | 1113 MCXIII             |
| Ab urbe condita      | 1866                    |
| Armensk kalender     | 562 ԹՎ ՇԿԲ              |
| Kinesiske kalender   | 3809 – 3810 壬辰 – 癸巳 |
| Etiopisk kalender    | 1105 – 1106             |
| Jødisk kalender      | 4873 – 4874             |
| Hindukalendere       |                         |
| - Vikram Samvat      | 1168 – 1169             |
| - Shaka Samvat       | 1035 – 1036             |
| - Kali Yuga          | 4214 – 4215             |
| Iransk kalender      | 491 – 492               |
| Islamisk kalender    | 506 – 507               |

Konge i Danmark: Niels 1104–1134
Se også 1113 (tal)